# Sobrepeso (banda)
El cuarteto Sobrepeso inició su actividad musical en el año 1993 en la ciudad de Cuenca, Ecuador, con una propuesta propia que fusiona el hard rock con blues, funk y ritmos latinos. Luego de algunos cambios, la banda llegó a su formación actual: Eduardo Heredía (batería), Renato Zamora (guitarra), Hugo Castillo (bajo) y Santiago Muñoz (voz).

## Inicios
La banda empezó tocando en diversos conciertos intercolegiales y universitarios, así como en diversos bares de la ciudad de Cuenca, ganando seguidores. Un evento importante fue el Rock Jardín en sus ediciones 93, 94, 95 y 96, donde sus temas inéditos «Flora y Fauna», «Oye nena» y «Tiembla» empezaron a ser pedidos por su público. En noviembre de 1995, la radio cuencana Super 9-49 FM inicia el proyecto Rock Nativo, destinado a promocionar a bandas locales, escogiendo a Sobrepeso, que participa con cuatro temas en un disco antológico. Después de cuatro meses de su lanzamiento (22 de diciembre de 1996), Rock Nativo agota su primera edición de 1.200 copias gracias al gran apoyo alcanzado por el público de Cuenca, Loja, Riobamba, Ambato e Ibarra. Pese a la limitada calidad promocional de la producción independiente, el disco logra buena aceptación, siendo difundido por importantes estaciones de radio de todo el país, logrando que Sobrepeso capte la atención de sellos discográficos nacionales.

## Trayectoria
Luego de algunas negociaciones, el día 10 de mayo de 1997, Psiqueros Records firmó con Sobrepeso un contrato por 3 años para la producción de tres álbumes, con sus respectivos videos en formato de cine. A fines de 1997 el grupo fue elegido por votación del público como el mejor grupo cuencano en la encuesta de fin de año realizada por la estación de radio Super 9-49. Se graba el disco La Ruleta en Quito, bajo la producción de Sergio Sacoto (Cruks en Karnak) en los estudios Vaca Loca. La mezcla de los 14 temas incluidos en el disco compacto estuvo a cargo de Hernán Freire y Sergio Sacoto. La masterización del álbum fue realizada por Mario Breuer en los estudios Audiodesigner de Buenos Aires, Argentina.
De este álbum destacan las canciones «El ascensor» y «Explotar», de gran difusión en las radios nacionales de rock durante ese año.
El 26 de abril de 1996, la banda hizo de telonera del grupo español Héroes del Silencio, con 6.000 espectadores. 
Su primera participación en un festival internacional se efectuó el 14 de febrero de 1999 en el Pululahua, Rock desde el Volcán, junto a Virus, La Dosis, Man Ray, Dogma Sinaca, Los de Adentro, Muscaria, Girasoules, y Basca. En Cuenca son invitados como grupo telonero de la gira internacional Clandestino de Manu Chao, en mayo de 2000.
Sobrepeso también participó de la banda sonora de la película Ratas, ratones y rateros del director Sebastián Cordero (1999) con los cortes «Fin de milenio» y «Vasija de barro» (tema original de 1950).
A finales del 2005, Sobrepeso publica su segundo álbum, Anorexia, bajo el sello independiente El Círculo Musical Records de la ciudad de Cuenca. El disco fue grabado y mezclado en Cuenca y Quito por Nacho Freire y Renato Zamora, y masterizado por Andrés Mayo en Buenos Aires, Argentina.

## Pausa de actividades y regreso
Tras el lanzamiento de Anorexia, que no tuvo la misma promoción ni recepción de su primer disco, en 2005 Sobrepeso anunció su separación, pese a lo cual realizó esporádicas presentaciones, como su participación en el Quito Fest de 2011 y 2014.

## Alineación
- Renato Zamora (guitarra y voz)
- Eduardo Heredia (batería)
- Hugo Castillo (bajo)
- Santiago Muñoz (voz)

## Discografía
- La Ruleta (1996)
- Anorexia (2005)